# Martin Stašek
Martin Stašek (* 8. dubna 1989 Zlín) je bývalý český atlet, reprezentant ve vrhu koulí a v hodu diskem. Je autorem druhého nejlepšího výkonu ve vrhu koulí (20,73 m) v České republice v hale.[zdroj?]

## Sportovní kariéra
S atletikou začínal v Otrokovicích v klubu TJ Jiskra Otrokovice pod vedením Aleše Prudkého, se kterým nejprve hostovali v Brněnském Univerzitním klubu VSK a od sezóny 2009-2013 hájil pouze barvy tohoto klubu. Jeho trenérem byl také Petr Stehlík. Působil i v Dukle Praha.[zdroj?]
Dlouho dobu se jevil jako lepší diskař než koulař. V roce 2009 hodil na dvacetiletého vrhače výborných 56,89 m a disku se věnoval více. V dalších v sezónách však stagnoval. V roce 2011 vylepšil svůj osobní rekord na hodnotu 57,42 m.
V kouli 19m hranici poprvé přehodil v roce 2011.
V sezóně 2013 zaznamenal výkonnostní skok. Na mistrovství České republiky v hale v pražské Stromovce vyhrál výkonem 20,73 m, kterým se zařadil na první místo evropských tabulek. Na halovém mistrovství Evropy však svoji pozici nepotvrdil, když výkonem 18,96 m nepostoupil z kvalifikace. Za jeho vzestup může především změna techniky, kdy přešel z vrhu sunem na vrh z otočky.

## Osobní rekordy

### Venku
- 20,98 m (04.05.2013) – koule
- 58,96 m (05.06.2012) – disk

### V hale
- 20,73 m (16.02.2013) – koule